# Wormaldia congenera
Wormaldia congenera is een fossiele soort schietmot uit de familie Philopotamidae.